# Трансазиатская железная дорога
Трансазиатская железная дорога (англ. Trans-Asian Railway — TAR) — международный проект по созданию объединённой сети грузоперевозок в Европе и Азии. Координируется Экономической и социальной комиссией ООН по странам Азиатско-Тихоокеанского региона.
Проект был начат в 1960-х годах с целью обеспечения непрерывного железнодорожного сообщения между Сингапуром и Стамбулом (14 тысяч километров) и дальнейшим выходом в страны Европы и Африки.
Развитию проекта препятствовала политическая и экономическая обстановка в 1960—начале 1980-х годов. Окончание холодной войны улучшило перспективы интегрировать железнодорожные сети Азии.
Большая часть железнодорожной сети уже существует, хотя остаются некоторые существенные препятствия, в частности, разная ширина колеи в Европе, Индии, Китае и странах Юго-Восточной Азии. Проект TAR не предусматривает перешив колеи, а лишь предполагает строительство механизированных средств обслуживания в местах стыка разной колеи и в портах.

## Маршруты
На 2001 год сформировались четыре возможных коридора Трансазиатской железной дороги:
- Северный коридор (9 200 километров) — Германия, Польша, Белоруссия, Россия, Казахстан, Монголия, Китай, КНДР и Южная Корея. Транссибирская магистраль охватывает большую часть этого маршрута и в настоящее время осуществляет грузовые перевозки из Восточной Азии в Европу. Из-за политических проблем с КНДР грузы из Южной Кореи отправляются морским путём во Владивосток.

- Южный коридор — Турция, Иран, Пакистан, Индия, Бангладеш, Мьянма, Таиланд. Железнодорожное сообщение отсутствует между Индией и Мьянмой, между Мьянмой и Таиландом.

- Юго-восточная азиатская сеть.

- Коридор Север-Юг должен связать Северную Европу со странами Персидского залива. Основной маршрут начинается в Финляндии, пересекает Россию и далее разделяется на три маршрута относительно Каспия:
  - западный — через Северный Кавказ, Азербайджан и западный Иран
  - центральный — паром из Астрахани через Каспийское море в Иран;
  - восточный — через Казахстан, Узбекистан и Туркменистан в восточный Иран.

Маршруты сходятся в Тегеране и продолжаются до порта Бендер-Аббас в Персидском заливе.